# نورما ميلر
نورما ميلر (بالإنجليزية: Norma Miller)‏ هي مغنية وملحنة ومخرجة مبدعة ومؤلفة وممثلة أمريكية، ولدت في 2 ديسمبر 1919 في هارلم في الولايات المتحدة، وتوفيت في 5 مايو 2019 في فورت مايرز في الولايات المتحدة بسبب قصور القلب.

## وصلات خارجية
- الموقع الرسمي
- نورما ميلر على موقع IMDb (الإنجليزية)
- نورما ميلر على موقع روتن توميتوز (الإنجليزية)
- نورما ميلر على موقع ميوزك برينز (الإنجليزية)
- نورما ميلر على موقع قاعدة بيانات برودواي على الإنترنت (الإنجليزية)